# Manuel Fuentes, Bocanegra
Manuel Fuentes y Rodríguez —conocido por su apodo Bocanegra— (Córdoba, 21 de marzo de 1837-Baeza, 21 de junio de 1889) fue un matador de toros español.

## Biografía
Bocanegra empezó su carrera en una cuadrilla infantil, y continuó como banderillero en la cuadrilla de Pepete para pasar posteriormente a la de Manuel Domínguez Desperdicios. Tomó la alternativa en El Puerto de Santa María el 31 de agosto de 1862 actuando como padrino Manuel Domínguez. Confirmó la alternativa en Madrid el 5 de mayo de 1864 con Cúchares de padrino en esta ocasión. 
Según sus contemporáneos, tenía mucho valor y estaba dotado de un gran sentido del honor, pero carecía de recursos taurinos, de tal forma que era sobrepasado por sus coetáneos en salidas a hombros y toreaba cada año menos que el anterior. 

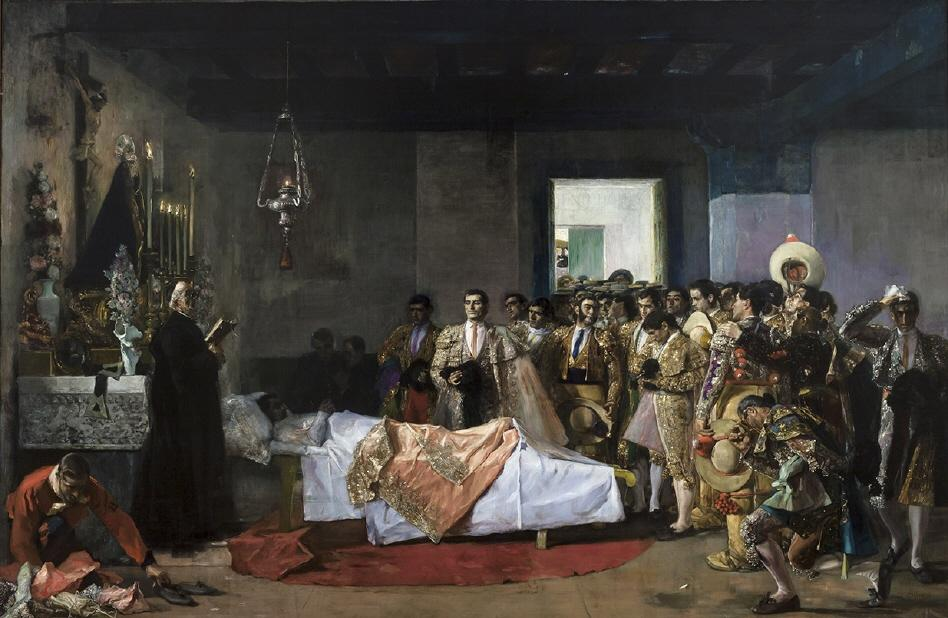
José Villegas Cordero: La muerte del maestro, óleo sobre lienzo, 330 x 505 cm, Museo de Bellas Artes de Sevilla. Villegas inició la pintura del cuadro a raíz de la cornada sufrida por el matador en la plaza de Sevilla en 1880 y tras varios retoques lo presentó en 1893.

Entre 1869 y 1870, una incipiente ceguera le impidió pisar la arena. Después de esto, engordó notablemente. Obeso y privado de toda la agilidad vuelve a torear de nuevo, pero siempre ya de forma esporádica, hasta su última corrida de toros, en Madrid el 16 de junio de 1889. 
El 20 de junio de 1889, asistió como espectador a una corrida de toros en Baeza durante la cual se percata de las enormes dificultades que tenían los inexpertos lidiadores con Hormigón, el cuarto toro de la ganadería de Don Agustín Sánchez. Bocanegra saltó al ruedo para ayudarlos pero fue embestido por el toro y no pudiendo refugiarse en el burladero debido a su obesidad, recibe una brutal cornada en el vientre de 40 centímetros, muriendo en Baeza al día siguiente como consecuencia de una peritonitis causada por ésta. 
De entre sus muchas faenas sobresalientes cabe destacar la que le hizo a Tabernero, toro de la ganadería de Surga. Sobre ello escribe Mariano del Todo Herrero: «No es Bocanegra un torero fino, elegante y alegre, como suele darnos con frecuencia la ciudad de los califas; pero le sobraba en cambio serenidad y aplomo en sus buenos tiempos y valentía siempre; y aun en el declive de sus facultades físicas le hemos visto faenas tan magistrales y preciosas, como la empleada con el toro, de nombre Tabernero, de la ganadería española de Surga, en la corrida del 14 de mayo de 1885...».